# Hlavní náměstí (Szentendre)
Hlavní náměstí (maďarsky Fő tér) se nachází v centru maďarského města Szentendre, ležícího nedaleko Budapešti. Má podobu přibližně rovnostranného trojúhelníku o délce každé strany 50 metrů. Ústí do něj ulice Dumtsa Jenő utca, Kovács László utca a Bogdányi utca. Konají se zde pravidelně různé akce, festivaly a setkání.
Náměstí je vydlážděno; po každé jeho straně a u pamětního kříže jsou zasázeny akáty.

## Historie
V této podobě náměstí existovalo od obnovy města po tureckých výbojích. Po druhé světové válce neslo název podle Karla Marxe maďarsky Marx tér). V 90. letech 20. století i později se stalo přirozeně atraktivním místem pro návštěvníky města, díky čemuž se zde nachází velké množství obchodů se suvenýry anebo obecně pro turisty.

## Významné stavby
V severním cípu náměstí stojí Blagoveštenský kostel (pravoslavný). Dále se zde nachází morový kříž, který místní obchodnická společnost vztyčila na počest ochránění města před morem v roce 1763, budova městské galerie (maďarsky Szentendrei képtár), Muzeum Margit Kovácsové a muzeum Kmetty.